# 林金泉
林金泉（1937年1月—2006年1月26日），男，福建建瓯人，中华人民共和国政治人物，曾任中华人民共和国邮电部副部长，第九、十届全国政协委员。